# Rai Rai Ya
«Rai Rai Ya» (籟・来・也?) es el sencillo n.º 20 de la banda japonesa GARNET CROW, lanzado al mercado el 1 de marzo del año 2006.

## Detalles
El título del álbum es bastante poco usual, y mucho menos en una banda de J-Pop. "Rai Rai Ya" puede entenderse en español como "El sonido del viento", aunque una traducción real sería imposible de crear. Los tres caracteres que componen al título no tienen ningún significado en el japonés moderno -al menos escritos solos, como aquí que están separados inclusive por un punto-, y el primer caractér de Rai (籟) ni siquiera se utiliza en el idioma japonés de la actualidad. El estilo de la canción tiene bastantes elementos de música exótica, y usa elementos raros en la música japonesa como la quena. El principal tema de la canción es la naturaleza y las cuatro estaciones del año.

## Canciones
1. «Rai Rai Ya» (籟・来・也?)
2. «Over blow»
3. «Kaze no Oto Dake wo Kiite» (風の音だけをきいて?)
4. «Rai Rai Ya» (籟・来・也?) (Instrumental)

- Datos: Q6098290